# Lunar IceCube
Lunar IceCube è una missione spaziale della NASA per l'individuazione dei depositi di acqua ghiacciata sulla Luna, ai fini di un futuro sfruttamento mediante robot o esseri umani.
Il nanosatellite che porterà a compimento la missione, verrà lanciato come payload secondario sul primo volo del vettore Space Launch System, della Exploration Mission 1, previsto per il 2022.

## Descrizione
La missione lunare è stata sviluppata dalla Morehead State University (Kentucky), in collaborazione con i suoi partner, Busek, Goddard Space Flight Center e Catholic University of America.
È stata selezionata nel mese di aprile 2015 dal programma Next Space Technologies for Exploration Partnerships (NextSTEP) della NASA, con un'assegnazione di un contratto del valore di 7,9 milioni di dollari per lo sviluppo.
Il satellite ha una struttura di 6 unità CubeSat, e una massa complessiva di circa 14 kg. Si tratta di uno degli undici satelliti miniaturizzati da lanciati nel 2022 a bordo del volo inaugurale della missione SLS EM-1, come carico secondario nello spazio cislunare.
Lunar IceCube sarà immessa in orbita durante la traiettoria lunare e utilizzerà un innovativo motore a ioni per raggiungere la quota desiderata, che le consentirà di effettuare misurazioni sistematiche sulle caratteristiche dell'acqua lunare, da un'orbita a circa 100 km al di sopra della superficie.
Il responsabile scientifico è Ben Malphrus, direttore dello Space Science Center alla Morehead State University.

### Storia
Le sonde della NASA Lunar Prospector, Clementine, LCROSS, Lunar Reconnaissance Orbiter e Chandrayaan-1 hanno confermato sia acqua, che depositi di idrossile ad alte latitudini sulla superficie lunare, rivelando anche la presenza di tracce d'acqua adsorbita o legata.
Le strumentazioni di tutte queste missioni, pur non essendo ottimizzate per la rilevazione di H2O, hanno comunque suggerito la presenza di ghiaccio sufficiente (nelle regioni polari), per essere eventualmente impiegato da future missioni (ma anche che la sua distribuzione è difficile da stimare con le sole mappe termiche); infatti, le missioni di ricognizione lunare hanno anche lo scopo di spianare la strada all'uso delle risorse spaziali. Un esempio su tutti, la pianificazione della NASA per eventuali missioni umane su Marte, è strettamente correlata all'utilizzazione in loco di risorse naturali per produrre l'ossigeno e il propellente necessari per il viaggio di ritorno sulla Terra: la Luna è quindi una posizione privilegiata per testare una soluzione di questo tipo.

## Obiettivi scientifici
L'obiettivo scientifico del Lunar IceCube è di indagare sulla distribuzione di acqua e altre sostanze volatili, in funzione dell'ora, della latitudine e della composizione del terreno lunare.

## Equipaggiamento
Lunar IceCube include una versione modificata dello strumento Broadband InfraRed Compact High Resolution Exploration Spectrometer (BIRCHES), sviluppato dal GSFC della NASA (BIRCHES è una versione compatta dello spettrometro per elementi volatili a bordo della missione NASA New Horizons, per l'esplorazione di Plutone).

## Propulsione

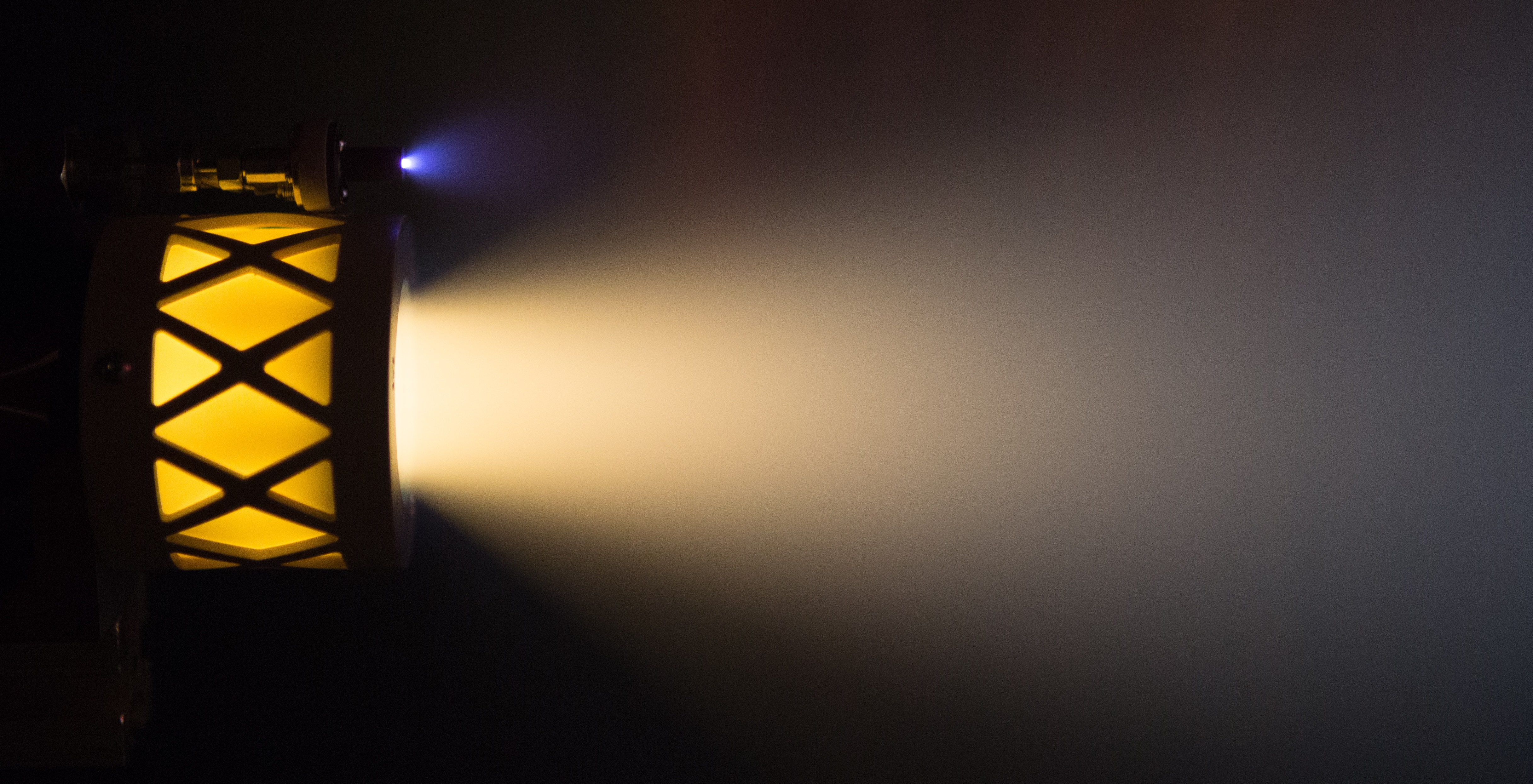
Motore BIT-3 della Busek in azione

Il piccolo veicolo spaziale farà uso di un motore ionico a RF, elettrico e miniaturizzato (delle dimensioni complessive di tre centimetri di diametro), noto anche come BIT-3 e prodotto dalla statunitense Busek. Esso utilizza un propellente solido di iodio e un sistema al plasma ad accoppiamento induttivo che produce 1,1 mN di spinta e 2800 secondi di impulso specifico, usando circa 50 W di potenza assorbita totale.
Sarà anche possibile utilizzare questo motore per la cattura in orbita lunare e regolazioni successive. Si stima che il veicolo avrà circa 3 mesi di autonomia.

## Software di bordo
Il software di volo deriva dal programma di sviluppo SPARK/Ada (nella versione SPARK 2014), utilizzato dal laboratorio CubeSat Lab, del Vermont Technical College (Vermont). SPARK/Ada viene già impiegato su aerei commerciali e militari, nel controllo del traffico aereo e nei treni ad alta velocità.
Il Lunar IceCube è il secondo veicolo spaziale ad essere equipaggiato con lo SPARK/Ada. Il primo è stato il Vermont Lunar CubeSat, lanciato nel 2013.